# Élisabeth-Julienne de Schleswig-Holstein-Sonderbourg-Norbourg
Élisabeth-Julienne de Schleswig-Holstein-Sonderbourg-Norbourg (en allemand Elisabeth Juliane von Schleswig-Holstein-Sonderburg-Norburg) est née à Norbourg (Allemagne) le 24 mai 1634 et meurt à Wolfenbüttel le 4 février 1704. Elle est la fille du duc Frédéric de Schleswig-Holstein-Sonderburg-Norbourg (1581-1658) et d'Éléonore d'Anhalt-Zerbst (1608-1681). 

## Mariage et descendance
Le 17 août 1656 elle se marie à Wolfenbüttel avec son cousin le duc Antoine-Ulrich de Brunswick-Wolfenbüttel (1633-1714), fils d'Auguste II de Brunswick-Wolfenbüttel (1579-1666) et de Dorothée d'Anhalt-Zerbst (1607-1634). Le mariage a treize enfants :
- Auguste-Frédéric (1657-1676) ;
- Élisabeth-Éléonore de Brunswick-Wolfenbüttel (1658-1729), épouse en 1675 le prince Jean-Georges de Mecklembourg (de), puis en 1681 le duc Bernard Ier de Saxe-Meiningen ;
- Anne-Sophie de Brunswick-Wolfenbüttel (1659-1742), épouse en 1677 le prince Charles-Gustave de Bade-Durlach ;
- Léopold-Auguste (1661-1662) ;
- Auguste-Guillaume (1662-1731), duc de Brunswick-Wolfenbüttel ;
- Auguste-Henri (1663-1664) ;
- Auguste-Charles (1664-1664) ;
- Auguste-François (1665-1666) ;
- Augusta Dorothée de Brunswick-Wolfenbüttel (1666-1751), épouse en 1684 le duc Antoine Günther II de Schwarzbourg-Sondershausen-Arnstadt ;
- Amélie-Antonia (1668-1668) ;
- Henriette-Christine (1669-1753), abbesse de Gandersheim ;
- Louis-Rodolphe (1671-1735), duc de Brunswick-Wolfenbüttel ;
- Sibylle-Rosalie (1672-1673).